# Соль (микрорайон)

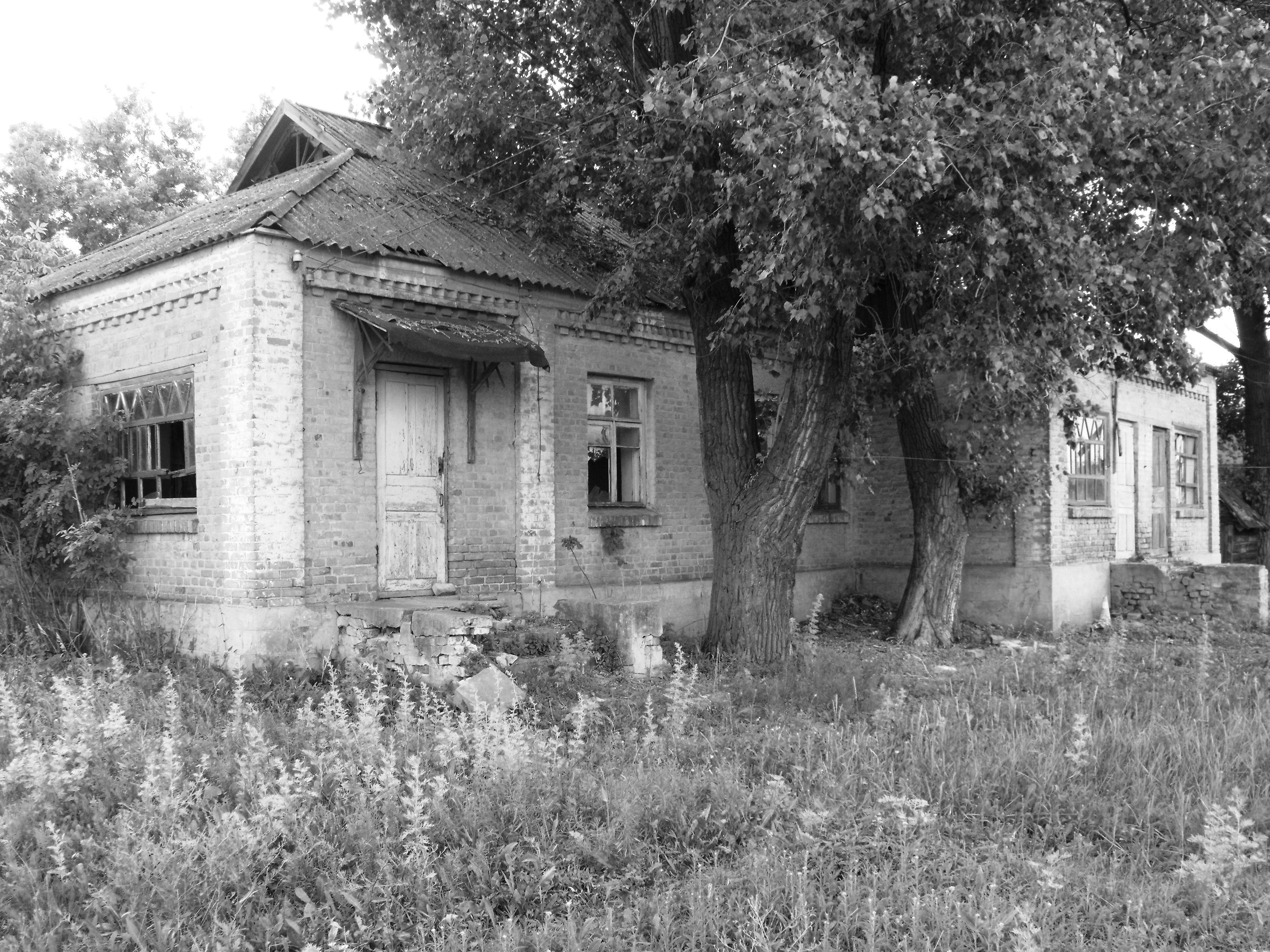
Железнодорожная казарма

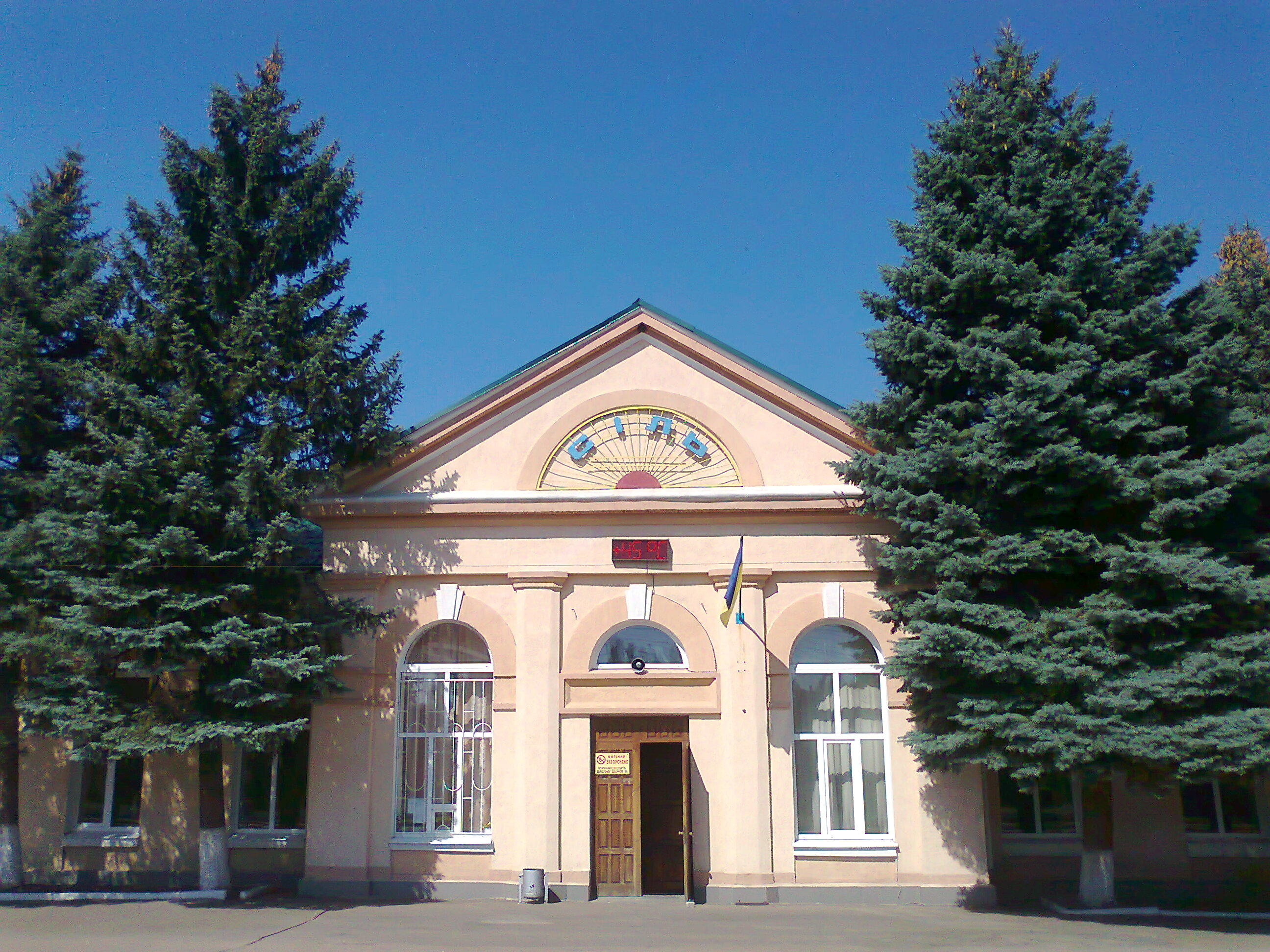
Железнодорожная станция Соль

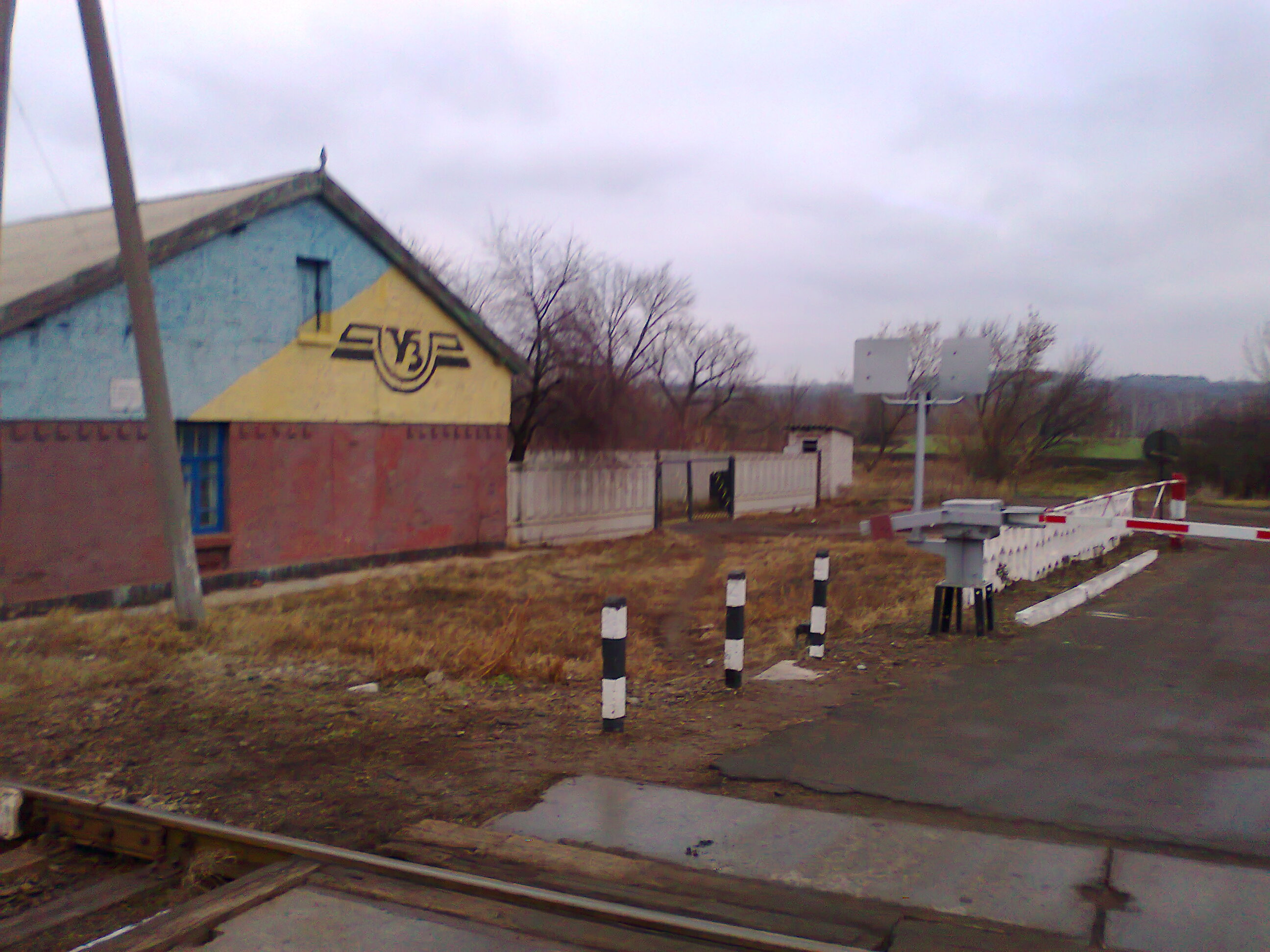
Здесь в 1943 году располагался советский штаб во время операции «Скачок»

Соль (укр. Сіль) — бывший посёлок городского типа (1957—1999) в Донецкой области Украины. С 1999 года — микрорайон в черте города Соледара (Соледар-3). 
Почтовый индекс — 84548,почта — ул. Мичурина, 8, код — 06274-38 или 06274-67 (ж/д).

## География
Протяжённость с севера на юг — 2 км, с востока на запад — 1,5 км.

## История
Данная территория впервые упоминается как деревня Туриловка. Согласно переписи 1795 года значится «деревня Туриловка бригадира и кавалера Алексея Родионова сына Депрерадовича на правом берегу реки Мокрая Плотва при впадении ее в реку Бахмут с землями при Яру Бабкова и Каганцевом, при большой дороге, лежит из города Бахмут в город Воронеж». Это описание соответствует юго-восточной части посёлка Соль, Пеуновке и территории между ними. Сейчас трудно сказать, где именно располагалась деревня, но известно, что во второй половине XIX века на этом месте поселения уже отсутствовали.
Чтобы увеличить вывоз каменного угля в северо-западные районы Российской империи и вытеснить импортный уголь с Балтийского побережья, было решено построить Северо-Донецкую железную дорогу. В конце XIX века в этом месте образовалось селение — деревня Анновка.
В 1913 году была проложена железная дорога через созданную здесь станцию Соль.
Дальнейшее развитие железнодорожного транспорта ставило новые задачи. Увеличение количества подвижного состава требовало текущего и капитального ремонта. Поэтому в сентябре 1935 года было построено вагонное депо станции Соль.
В 1957 году населённый пункт при станции Соль был отнесён к категории посёлка городского типа. В 1960 году он был подчинён Карло-Либкнехтовскому поссовету (в 1991 году переименован в Соледарский горсовет в составе Артёмовского района Донецкой области УССР).
В 1960-х гг. появился первый магазин, в 1968 — проведён асфальт. С 1963 по 2003 гг. на Соли действовала неполная средняя школа.
8 июля 1999 года решением Верховной Рады Украины № 867-XIV посёлок городского типа Соль был упразднён и присоединён к городу Соледар. К этому времени здесь осталось всего два работающих предприятия: вагонное депо и станция Соль.
16 января 2023 года в ходе российского вторжения железнодорожную станцию Соль захватила ЧВК «Вагнер» (российские источники заявляли и о захвате в этот день всего микрорайона). При бомбардировках Соли погибли около десяти местных жителей. 18 января о контроле микрорайона заявило российское Министерство обороны. После этого началось принудительное отселение остатков населения посёлка на подконтрольную России территорию.

## Население
- 1908 г. — 135 человек;
- 1940 г. — около 500 человек;
- 1959 г. — 1314 человек;
- 1970 г. — 1436 человек;
- 1979 г. — 1214 человек;
- 1989 г. — 1036 человек;
- 1999 г. — 912 человек;
- 2005 г. — 771 человек;
- 2010 г. — 700 человек.
- 2015 г. — 660 человек
- 2020 г. — 606 человек[источник не указан 722 дня]